# Collegio uninominale Piemonte - 02 (2017)
Il collegio elettorale uninominale Piemonte - 02 è stato un collegio elettorale uninominale della Repubblica Italiana per l'elezione del Senato tra il 2017 ed il 2022.

## Territorio
Come previsto dalla legge elettorale italiana del 2017, il collegio era stato definito tramite decreto legislativo all'interno della circoscrizione Piemonte.
Era formato dal territorio di 119 comuni: Airasca, Almese, Angrogna, Avigliana, Bardonecchia, Bibiana, Bobbio Pellice, Borgone Susa, Bricherasio, Bruzolo, Buriasco, Bussoleno, Buttigliera Alta, Cambiano, Campiglione Fenile, Candiolo, Cantalupa, Caprie, Carignano, Carmagnola, Caselette, Castagnole Piemonte, Cavour, Cercenasco, Cesana Torinese, Chianocco, Chiomonte, Chiusa di San Michele, Claviere, Coazze, Condove, Cumiana, Exilles, Fenestrelle, Frossasco, Garzigliana, Giaglione, Giaveno, Givoletto, Gravere, Inverso Pinasca, Isolabella, La Cassa, La Loggia, Lombriasco, Luserna San Giovanni, Lusernetta, Macello, Massello, Mattie, Meana di Susa, Mompantero, Moncalieri, Moncenisio, Nichelino, None, Novalesa, Osasco, Osasio, Oulx, Pancalieri, Pecetto Torinese, Perosa Argentina, Perrero, Pinasca, Pinerolo, Piobesi Torinese, Piossasco, Piscina, Poirino, Pomaretto, Porte, Pragelato, Prali, Pralormo, Pramollo, Prarostino, Reano, Roletto, Rorà, Rosta, Roure, Rubiana, Salbertrand, Salza di Pinerolo, San Didero, San Germano Chisone, San Gillio, San Giorio di Susa, San Pietro Val Lemina, San Secondo di Pinerolo, Sangano, Sant'Ambrogio di Torino, Sant'Antonino di Susa, Santena, Sauze di Cesana, Sauze d'Oulx, Scalenghe, Sestriere, Susa, Torre Pellice, Trana, Trofarello, Usseaux, Vaie, Val della Torre, Valgioie, Venaus, Vigone, Villafranca Piemonte, Villar Dora, Villar Focchiardo, Villar Pellice, Villar Perosa, Villarbasse, Villastellone, Vinovo, Virle Piemonte, Volvera.
Il collegio era parte del collegio plurinominale Piemonte - 01.

## Eletti
| Elezione | Elezione | Senatore        | Partito |
| -------- | -------- | --------------- | ------- |
|          | 2018     | Marzia Casolati | Lega    |

## Dati elettorali

### XVIII legislatura
Come previsto dalla legge elettorale, 116 senatori erano eletti con sistema a maggioranza relativa in altrettanti collegi uninominali a turno unico.
| Candidati              | Candidati                 | Voti    | %     | Liste                    | Voti    | %     |
| ---------------------- | ------------------------- | ------- | ----- | ------------------------ | ------- | ----- |
|                        | Marzia Casolati ✔️ Eletto | 109 664 | 37,61 | Lega                     | 58 726  | 20,14 |
| Forza Italia           | Marzia Casolati ✔️ Eletto | 109 664 | 37,61 | 39 712                   | 13,62   |       |
| Fratelli d'Italia      | Marzia Casolati ✔️ Eletto | 109 664 | 37,61 | 9 725                    | 3,34    |       |
| Noi con l'Italia - UDC | Marzia Casolati ✔️ Eletto | 109 664 | 37,61 | 1 501                    | 0,51    |       |
|                        | Marco Scibona             | 92 325  | 31,67 | Movimento 5 Stelle       | 92 325  | 31,67 |
|                        | Enrico Buemi              | 67 750  | 23,24 | Partito Democratico      | 55 953  | 19,19 |
| +Europa                | Enrico Buemi              | 67 750  | 23,24 | 9 761                    | 3,35    |       |
| Italia Europa Insieme  | Enrico Buemi              | 67 750  | 23,24 | 1 083                    | 0,37    |       |
| Civica Popolare        | Enrico Buemi              | 67 750  | 23,24 | 953                      | 0,33    |       |
|                        | Enrica Pazè               | 10 796  | 3,70  | Liberi e Uguali          | 10 796  | 3,70  |
|                        | Maria Lucia Bisetti       | 3 593   | 1,23  | Potere al Popolo!        | 3 593   | 1,23  |
|                        | Alessandro Magi           | 2 518   | 0,86  | CasaPound                | 2 518   | 0,86  |
|                        | Emanuela Spagnolini       | 2 059   | 0,71  | Il Popolo della Famiglia | 2 059   | 0,71  |
|                        | Paola Perinetto           | 1 058   | 0,36  | Partito Valore Umano     | 1 058   | 0,36  |
|                        | Stefano Rosario Saja      | 1 036   | 0,36  | Italia agli Italiani     | 1 036   | 0,36  |
|                        | Mariagrazia Rotella       | 542     | 0,19  | Grande Nord              | 542     | 0,19  |
|                        | Fortunato Corigliano      | 219     | 0,08  | PRI - ALA                | 219     | 0,08  |
| Totale                 | Totale                    | 291 560 | 100   |                          | 291 560 | 100   |
|                        |                           |         |       |                          |         |       |
| Voti non validi        | Voti non validi           | 11 564  | 3,81  |                          |         |       |
| Votanti                | Votanti                   | 303 124 | 76,74 |                          |         |       |
| Elettori               | Elettori                  | 395 005 |       |                          |         |       |